# Canton de Labastide-Murat
Le canton de Labastide-Murat est une ancienne division administrative française située dans le département du Lot et la région Midi-Pyrénées.

## Géographie
Ce canton était organisé autour de Labastide-Murat dans l'arrondissement de Gourdon. Son altitude variait de 215 m (Ginouillac) à 465 m (Caniac-du-Causse) pour une altitude moyenne de 355 m.

## Administration

### Conseillers généraux de 1833 à 2015
| Période | Période          | Identité                                | Étiquette           | Qualité |
| ------- | ---------------- | --------------------------------------- | ------------------- | --- |
| 1833    | 1839             | Jean-Louis Calmon                       | Tiers parti         | Directeur de l'enregistrement Député (1820-1823, 1828-1848) |
| 1840    | 1848             | Marc Antoine Calmon (fils du précédent) | Monarchiste         | Maître des requêtes au Conseil d'État Député du Lot (1846-1848) Député de Seine-et-Oise (1873-1875) Sénateur inamovible (1875-1890) Président du Conseil Général (1844-1847) |
| 1848    | 1852             | Pierre Rossignol                        |                     | Médecin à Labastide-Murat |
| 1852    | 1852             | Prince Lucien Murat                     |                     | Grand maître du GODF Député du Lot (1848-1851) Sénateur (1852-1870) Ministre plénipotentiaire à Turin (1849-1850)                                                            |
| 1852    | 1854 (démission) | Félix-Auguste Guittard                  |                     | Notaire, juge de paix à Labastide-Murat |
| 1854    | 1901             | Comte Joachim Murat                     | Droite Bonapartiste | Maire de Labastide-Murat (1860-1865) Député (1854-1870 et 1871-1889) |
| 1901    | 1913             | Hilarion Alayrac                        | Conservateur        | Docteur en médecine, maire de Labastide-Murat |
| 1919    | 1931             | Adrien de Lapize                        |                     | Docteur en médecine à Labastide-Murat |
| 1931    | 1940             | Charles Malvy                           | Rad.                | Avocat Maire de Cazillac |
|         |                  |                                         |                     | |
| 1943    | 1945             | Paul Faugeron (1881-1969)               | ?                   | Officier de renseignements Maire de Ginouillac Nommé conseiller départemental en 1943                                                                                        |
|         |                  |                                         |                     | |
| 1945    | 1976             | Louis Faurie                            | Centriste           | Médecin - Maire de Labastide-Murat (1935-1944 puis 1945-1971) |
| 1976    | 1988             | Maurice Defénin                         | PCF                 | Directeur honoraire des hospices et hôpitaux publics Maire de Montfaucon (1965-1989)                                                                                         |
| 1988    | 1994             | Jean-Pierre Sabrazat                    | PS                  | Inspecteur de la MSA Maire de Caniac-du-Causse (1977-en cours) |
| 1994    | 2001             | Roger Bonnet                            | DVD                 | Directeur d'hôpital retraité Maire de Labastide-Murat (1992-2001) |
| 2001    | 2008             | Lucien-Georges Foissac                  | PS                  | Enseignant retraité Maire de Labastide-Murat (2001-2014) |
| 2008    | 2015             | Aurélien Pradié                         | UMP                 | Cadre supérieur du secteur privé Maire puis maire-délégué de Labastide-Murat (2014-2018) Président de la communauté de communes du Causse de Labastide Murat (2014-2018)     |

### Conseillers d'arrondissement (de 1833 à 1940)
| Période                                  | Période           | Identité                                                        | Étiquette       | Qualité |
| ---------------------------------------- | ----------------- | --------------------------------------------------------------- | --------------- | --- |
| 1833                                     | 1848              | Jean Jacques Victor Combes (1781-1849)                          |                 | Juge de paix à Labastide, propriétaire à Vaillac                                                                       |
|                                          |                   |                                                                 |                 | |
| 1883                                     | 1901              | Auguste Joseph Guyot de Camy (1824-1901)                        | Légitimiste     | Licencié en droit, propriétaire à Labastide-Murat                                                                      |
|                                          |                   |                                                                 |                 | |
| 1910                                     | 1911 (annulation) | Annet Brugalières (1883-1916)                                   | Droite          | Notaire à Labastide-Murat                                                                                              |
| 3 déc. 1911                              | 1928              | Raymond Guyot de Camy (1894-1974, petit-fils d'Auguste de Camy) | Droite libérale | Propriétaire-agriculteur, fondé de pouvoirs de la Compagnie d'assurances générales de Cahors, maire de Labastide-Murat |
| 1928                                     | 1940              | Rémi Pouzaigues                                                 | Radical         | Propriétaire à Ginouillac                                                                                              |
| 1940                                     |                   |                                                                 |                 | Les conseils d'arrondissement ont été suspendus par la loi du 12 octobre 1940 et n'ont jamais été réactivés            |
| Les données manquantes sont à compléter. |                   |                                                                 |                 | |

## Composition
Le canton de Labastide-Murat groupait onze communes et comptait 2 078 habitants (recensement de 1999 sans doubles comptes).
| Communes                | Population (2012) | Code postal | Code Insee |
| ----------------------- | ----------------- | ----------- | ---------- |
| Beaumat                 | 63                | 46240       | 46019      |
| Caniac-du-Causse        | 246               | 46240       | 46054      |
| Fontanes-du-Causse      | 72                | 46240       | 46110      |
| Ginouillac              | 165               | 46300       | 46121      |
| Labastide-Murat         | 690               | 46240       | 46138      |
| Lunegarde               | 73                | 46240       | 46181      |
| Montfaucon              | 403               | 46240       | 46204      |
| Saint-Sauveur-la-Vallée | 39                | 46240       | 46291      |
| Séniergues              | 113               | 46240       | 46304      |
| Soulomès                | 107               | 46240       | 46310      |
| Vaillac                 | 107               | 46240       | 46325      |

## Démographie
| 1962  | 1968  | 1975  | 1982  | 1990  | 1999  | 2006  | 2011  | 2012  |
| ----- | ----- | ----- | ----- | ----- | ----- | ----- | ----- | ----- |
| 2 334 | 2 141 | 2 159 | 2 264 | 1 986 | 2 078 | 2 320 | 2 360 | 2 390 |